# Claire Bertschinger
Dame Claire Bertschinger, DBE, DL (nascida em 1953) é uma enfermeira anglo-suíça e advogada em nome das pessoas que sofrem no mundo em desenvolvimento. Seu trabalho na Etiópia em 1984 inspirou o Band Aid e posteriormente o Live Aid, o maior programa de assistência já montado. Bertschinger recebeu a Medalha Florence Nightingale em 1991 por seu trabalho na enfermagem, e foi nomeada Dama pela Rainha Elizabeth II em 2010 por "serviços prestados à Enfermagem e à Ajuda Humanitária Internacional".

## Biografia
Filha de pai suíço e mãe britânica, Bertschinger foi criada em Sheering, perto de Bishop's Stortford, do condado inglês de Essex.
Disléxica, ela mal sabia ler ou escrever até os 14 anos. Depois que seus pais ganharam uma televisão na década de 1960, um dos primeiros filmes que  assistiu foi The Inn of the Sixth Happiness, estrelado por Ingrid Bergman no papel de Gladys Aylward, uma missionária inglesa na China na década de 1930 que foi apanhada na invasão japonesa. Bertschinger pensou: "Eu poderia fazer isso. Isso é o que eu quero fazer." Ela se formou na Brunel University com um mestrado em Antropologia Médica em 1997.
Bertschinger é budista, praticante do Budismo Nitiren. Ela se tornou membra da organização budista global Soka Gakkai International em 1994.
Seu livro autobiográfico, Moving Mountains, foi publicado em 2005. O livro descreve suas experiências globais e sua motivação espiritual que a levou ao budismo. Parte dos royalties do livro vai para o The African Children's Educational Trust, uma instituição de caridade britânica.

### Carreira
Depois de treinar e trabalhar como enfermeira no Reino Unido, Bertschinger tornou-se médica na Operação Drake, uma expedição com o Coronel John Blashford-Snell e a Scientific Exploration Society no Panamá, Papua Nova Guiné e Sulawesi.
Após essa experiência, ela se juntou ao grupo de emergência em desastres do Comitê Internacional da Cruz Vermelha (CICV), podendo frequentar locais de guerra graças à sua dupla nacionalidade. Com isso, ela trabalhou em mais de uma dúzia de zonas de conflito, incluindo Afeganistão, Quênia, Líbano, Sudão, Serra Leoa, Costa do Marfim e Libéria. Ela também trabalhou na sede do CICV em Genebra, na Suíça, como oficial de treinamento na Divisão de Saúde.
Bertschinger é embaixadora e curadora do The African Children's Educational Trust, patrona do Promise Nepal e  voluntária na instituição de caridade Age UK.
Em 2010, Bertschinger foi homenageada como Dama Comandante do Império Britânico pela Rainha Elizabeth II na Lista de Honras de Ano Novo, por serviços prestados à Enfermagem e à Ajuda Humanitária Internacional. Bertschinger foi nomeada vice-tenente de Hertfordshire em 2012.
Desde 2016 é diretora do curso de "Diploma in Tropical Nursing" na London School of Hygiene and Tropical Medicine.

### Etiópia
Em 1984, Bertschinger trabalhava como enfermeira de campo do CICV em Mekele, capital da província de Tigray, Etiópia durante a fome de 1984. Ela dirigia um centro de alimentação que só podia aceitar de 60 a 70 novas crianças em um momento em que milhares mais precisavam de comida. Como uma jovem enfermeira, ela teve que decidir quem receberia e quem não receberia comida. Aqueles que ela não podia ajudar tinham pouca esperança de sobrevivência e, quando entrevistada sobre a dor de ter que tomar decisões tão críticas, ela disse: "Eu me senti como um comandante nazista, decidindo quem viveria e quem morreria. Brincar de Deus partiu meu coração."
Quando uma equipe da BBC News apareceu com o repórter Michael Buerk, Bertschinger contou com prazer sua história para destacar os problemas. Embora Buerk pensasse que Bertschinger era um herói e editasse seu relatório para destacar isso, Bertschinger disse que sua primeira impressão de Buerk foi a de um idiota arrogante que fazia perguntas irrelevantes.
A reportagem inicial de Buerk sobre o trabalho de Bertschinger, que foi ao ar em 23 de outubro de 1984, inspirou o observador Bob Geldof a lançar Band Aid. Isso foi seguido pelo Live Aid em 1985, o maior programa de ajuda já montado, que arrecadou mais de £ 150 milhões e salvou cerca de 2 milhões de vidas na África.
Em 2004, Bertschinger voltou à Etiópia com Buerk, para avaliar a situação 20 anos depois para fazer o programa Etiópia: Uma Viagem com Michael Buerk. Após essa visita, Bertschinger disse: "A educação é a chave para o futuro em ambientes com poucos recursos. Abre portas e melhora radicalmente a saúde das pessoas, principalmente das mulheres."

## Prêmios
- 1986: Medalha Bish da Scientific Exploration Society.
- 1991: Medalha Florence Nightingale do Comitê Internacional da Cruz Vermelha.
- 2005: Prêmio Mulheres do Ano, Janela para o Mundo.[16]
- 2007: Human Rights and Nursing Awards 2007, do Centro Internacional de Ética em Enfermagem (ICNE), na Faculdade de Saúde e Ciências Médicas da Universidade de Surrey.[17]
- 2008: Grau honorário de Doutor em Ciências Sociais, Brunel University.[18]
- 2010: Eleita uma das 20 pessoas mais influentes na área de enfermagem pelo Masters in Nursing Online.[19]
- 2010: Dama Comandante da Ordem do Império Britânico (DBE) nas Honras de Ano Novo de 2010.
- 2010: Grau honorário de Doutor em Educação, Robert Gordon University.[20]
- 2010: Grau honorário de Doutor em Ciências da Saúde, Anglia Ruskin University.[21]
- 2011: Grau honorário de Doutor da Universidade de Staffordshire.[22]
- 2011: Grau honorário de Doutor em Ciências, De Montfort University.[23]
- 2012: Eleita uma das Cinco mulheres formidáveis que moldaram a Cruz Vermelha pela Cruz Vermelha Britânica.[24]
- 2012: Eleita uma das 10 enfermeiras mais influentes de todos os tempos pela Revista Scrubs.[25][26]
- 2012: vice-tenente de Hertfordshire.
- 2013: 100 mulheres da BBC.[27]